# Francs
Francs ist eine südwestfranzösische Gemeinde mit 178 Einwohnern (Stand 1. Januar 2022) im Département Gironde in der Region Nouvelle-Aquitaine.

## Lage
Francs liegt in einer Höhe von etwa zehn 40 Metern ü. d. M. und ist etwa 25 Kilometer (Fahrtstrecke) in östlicher Richtung von Libourne entfernt. Saint-Émilion liegt etwa 18 Kilometer südwestlich.

## Bevölkerungsentwicklung
| Jahr      | 1962 | 1968 | 1975 | 1982 | 1990 | 1999 | 2006 | 2017 |
| Einwohner | 194  | 215  | 178  | 186  | 172  | 178  | 205  | 189  |

## Wirtschaft
Auf dem Gebiet der Gemeinde wird seit Jahrhunderten Weinbau betrieben. Die produzierten Weine werden heute über die Appellationen Bordeaux und Bordeaux Supérieur (AOC) vermarktet. Die Vermietung von Ferienwohnungen (gîtes) sowie der Kultur- und Weintourismus spielen ebenfalls eine wichtige Rolle für die Einnahmen der Gemeinde.

## Geschichte
Zum Ursprung des Ortes liegen nur wenige Informationen vor, zufolge derer der Ortsname auf den Stamm der Franken zurückgeht, der nach der gewonnenen Schlacht von Vouillé und der Vertreibung der Westgoten auf die Iberische Halbinsel hier eine Heeresabteilung zurückgelassen habe.

## Sehenswürdigkeiten
- Die Pfarrkirche Saint-Martin ist ein einschiffiger Bau des 17. Jahrhunderts, dessen Fassade jedoch eigenartigerweise ganz in den Stilformen der poitevinischen Romanik gestaltet ist (mehrgeschossiger Aufbau, Triumphbogenschema in der Portalzone, Blendarkaden und Glockengiebel darüber). Die Kirche wurde bereits im Jahre 1908 als Monument historique anerkannt.[2]
- Das Château de Francs stammt aus dem 18. Jahrhundert und befindet sich am Ortsrand. Vor dem zweigeschossigen – im Privatbesitz befindlichen – Gebäude erstreckt sich ein repräsentativer Innenhof.